# Петърч
Вижте пояснителната страница за други значения на Петрич.
Петъ̀рч е село в Западна България. То се намира в Община Костинброд, Софийска област.

## География
Петърч е село в Община Костинброд. Селото се намира на 7 km от общинския център Костинброд и на 28 km от столицата София. Разположено е в долината между реките Блато и Сливнишка. В близост до Петърч има борова гора и няколко язовира. Характерно за района е производството на зеле, моркови, праз и други зеленчуци.

## Население
Численост на населението според преброяванията през годините:
| \| Година на преброяване \| Численост \| \| --------------------- \| --------- \| \| 1934 \| 1897 \| \| 1946 \| 2108 \| \| 1956 \| 2069 \| \| 1965 \| 2244 \| \| 1975 \| 2561 \| \| 1985 \| 2549 \| \| 1992 \| 2220 \| \| 2001 \| 2263 \| \| 2011 \| 2225 \| \| 2021 \| 2287 \| |           |
| Година на преброяване | Численост |
| 1934 | 1897      |
| 1946 | 2108      |
| 1956 | 2069      |
| 1965 | 2244      |
| 1975 | 2561      |
| 1985 | 2549      |
| 1992 | 2220      |
| 2001 | 2263      |
| 2011 | 2225      |
| 2021 | 2287      |

## Културни и природни забележителности
Близо до центъра се намира православният храм „Св. Георги“.

## Археология
Спасителните археологически разкопки във връзка с изграждането на газопровода „Балкански поток“ в землището на с. Петърч през пролетта на 2021 г. под ръководството на арх. Катя Меламед разкриха останки от разнообразен животински свят в някогашно средновековно селище (7 – 9 в.). Проучването им от проф. Златозар Боев доказва присъствието на тур (Bos primigenius), зубър (Bison bonasus), благороден елен (Cervus elaphus), дива свиня (Sus scrofa), сухоземна костенурка (Testudo graeca / hermanni), както и многобройни останки от домашни животни – говедо, коза, овца, свиня, кон, магаре, кокошка. Съставът на дивите бозайници показва някогашно доминиране на горските ландшафти, добре известно и от по-късни времена в историята като „Silva Magna Bulgarica“ (Велика българска гора).

## Редовни събития
- На 1 май, 14 май стар стил (преди 1968 г.), е денят на Св. пророк Йеремия и тогава ежегодно се провежда съборът в с.Петърч. На този ден жителите на селото посрещат роднини и приятели с печено агнешко и веселие, като чест за всеки домакин е да бъде пълна къщата му с гости.
- Ежегодно през месец октомври в Петърч се провежда „Празник на зелето“.[5]

## Личности
- Анто Величков, български революционер от ВМОРО, четник на Боби Стойчев[6]
- Крум Григоров (1909 – 1987), български писател, учителствал в Петърч
- Стефан Кожухаров (1934 – 2005), български учен
- полк. Иван Мирски, бивш началник на Централния дом на войската и съучредител на футболен клуб ЦСКА.